# Tivoisierung
Tivoisierung (von TiVo, Festplatten-Set-Top-Box) beschreibt den Vorgang, dass freie Software auf Geräten zum Einsatz kommt, auf denen nur vom Hersteller signierte Software lauffähig ist. Der Anwender hat dann zwar der Lizenz nach das Recht, sich den Quelltext zu besorgen und nach seinen Vorstellungen zu ändern, nicht jedoch die technische Möglichkeit, die von ihm veränderte Software auf das Gerät des Herstellers aufzuspielen. Das Gerät würde den Dienst verweigern oder zumindest nicht mehr ordnungsgemäß funktionieren.

## Hintergründe
Erstmals wurde dieses Problem beim Festplattenrekorder TiVo beobachtet. Der Hersteller lieferte das Gerät mit einem integrierten GNU/Linux-System und der besagten technischen Beschränkung aus. Der Hersteller veröffentlichte zwar den Quellcode und erfüllte damit die Bedingungen der GNU General Public License (GPL), der Quellcode ist jedoch für den Anwender weitgehend nutzlos, da dieser auf technischem Wege daran gehindert wird, eine veränderte Version auf dem Festplattenrekorder zu installieren. Das Copyleft der GPL Version 2 schließt diese technische Einschränkungsmöglichkeit jedoch nicht aus; dieser Fall war bei der Festlegung der mit GPL-Software verbundenen Freiheitsrechten und -zielen nicht bedacht worden.
Kontrovers diskutiert wurde dieser Umstand in der Entwurfsphase der Version 3 der GPL. Die Free Software Foundation traf in dieser neuen Version Vorkehrungen, die Tivoisierung verhindern sollen. Linux-Kernel-Initiator Linus Torvalds kritisierte diesen Umstand und vertrat den Standpunkt, dass Tivoisierung erlaubt bleiben sollte.